# Ditadura de Primo de Rivera
A Ditadura de Primo de Rivera foi o regime político que governou a Espanha desde o golpe de Estado do capitão-general da Catalunha, Miguel Primo de Rivera, a 13 de Setembro de 1923, até a sua demissão a 28 de Janeiro em 1930, e substituição pela chamada Dictablanda do general Dámaso Berenguer.
Apesar dos seus esforços de regeneração e o progresso da economia e as infraestruturas, a Ditadura foi capaz de estabilizar a situação política durante um longo período, mas no final da Ditadura ocorreu uma crise política que desprestigiou o rei Afonso XIII e preparou o caminho para a II República.

## O estabelecimento da ditadura
A 13 de Setembro de 1923 o Capitão-General da Catalunha, Miguel Primo de Rivera, sublevou-se contra o Governo e deu um golpe de Estado com o apoio da maioria das unidades militares. A reunião prevista das Cortes para datas imediatamente posteriores com o objetivo de analisar o problema de Marrocos e o papel do exército na contenda, foi o detonante último da sublevação. A esta situação unia-se uma grave crise do sistema monárquico que não acabava de encaixar num século XX pontuado pela revolução industrial acelerada, um papel não reconhecido à burguesia, tensões nacionalistas e uns partidos políticos tradicionais incapazes de afrontar um regime democrático pleno.
Previamente, Antonio Maura desaconselhara ao Rei a possibilidade tanto de um golpe de estado quanto do estabelecimento de qualquer sistema autoritário. A 14 de Setembro o governo legítimo pedira ao Rei a destituição imediata dos generais sublevados, concretamente José Sanjurjo e o próprio Primo de Rivera, e a convocatória das Cortes Generales, mas o monarca deixou passar as horas até finalmente mostrar-se abertamente em favor do golpe.
No Manifesto dos sublevados foi invocada a salvação da Espanha "dos profissionais da política". Com o apoio do exército, da burguesia catalã e dos terratenentes andaluzes, o Rei Afonso XIII não pôs maiores obstáculos a nomear Presidente do Governo a Primo de Rivera, na qualidade de ditador militar, a 15 de Setembro. A ditadura somente foi contestada pelos sindicatos operários e pelos republicanos, cujos protestos foram imediatamente calados com a censura e a repressão. Criou-se um Diretório Militar com nove generais e um almirante, cuja finalidade nas suas próprias palavras era "pôr a Espanha em ordem" para devolvê-la depois às mãos civis. Foi suspensa a Constituição, dissolvidos os municípios, proibidos os partidos políticos, e criados os somatén como milícias urbanas; foi declarado o estado de guerra.
Primo de Rivera oferecia uma imagem de bonachão e paternalista, ao tempo que mantinha um discurso anti-sistema, corrente na época, apelidando de corruptos os políticos e enviando à população mensagens simples que faziam pensar numa fácil solução dos problemas com receitas puramente domésticas ao alcance de todos.

## O diretório militar
As primeiras decisões do ditador foram espetaculosas e marcaram um rumo claro para toda a classe política, social e econômica da Espanha de como ia ser governada. À dissolução das Cortes juntou-se a 18 de Setembro um decreto que proibia o uso de outra língua que não fosse o espanhol, nem de símbolos como bandeiras bascas ou catalãs. A Mancomunidade da Catalunha foi apreendida com a nomeação do conservador Alfons Sala e dissolveram-se as Deputações Provinciais.
Até 1925 o governo era formado por um diretório militar ao jeito que Primo de Rivera considerava devia ser regido "com mão de ferro" o país.
A 14 de Setembro de 1923 foi declarado o estado de guerra, que duraria até 16 de Março de 1925. A 15 de Setembro foi aprovado o Real Decreto que estabelecia um Diretório Militar que assumia todas as funções do poder executivo. Primo de Rivera convertia-se em Chefe de Governo e único Ministro. O restante do Diretório estava composto por um general de cada Capitania General, mais o Marquês de Magaz, Antonio Magaz y Pers (Contra-almirante), em representação do conjunto das Forças Armadas: Adolfo Vallespinosa, Luis Hermosa y Kith, Luis Navarro y Alonso de Celada, Dalmiro Rodríguez y Padre, Antonio Mayandía y Gómez, Francisco Gómez-Jordana y Souza, Francisco Ruiz del Portal e Mario Muslera y Planes.

## O diretório civil
A 3 de Dezembro de 1925 foi restabelecido o cargo de Presidente do Conselho de Ministros e foi estabelecido o "diretório civil", com homens que não provinham do antigo sistema de partidos, entre os que se encontravam José Calvo Sotelo como Ministro de Fazenda, Galo Ponte y Escartín como Ministro de Graça e Justiça, e Eduardo Callejo de la Cuesta como Ministro de Instrução Pública, entre outros. Porém, a Constituição permaneceu suspensa.

## O panorama internacional

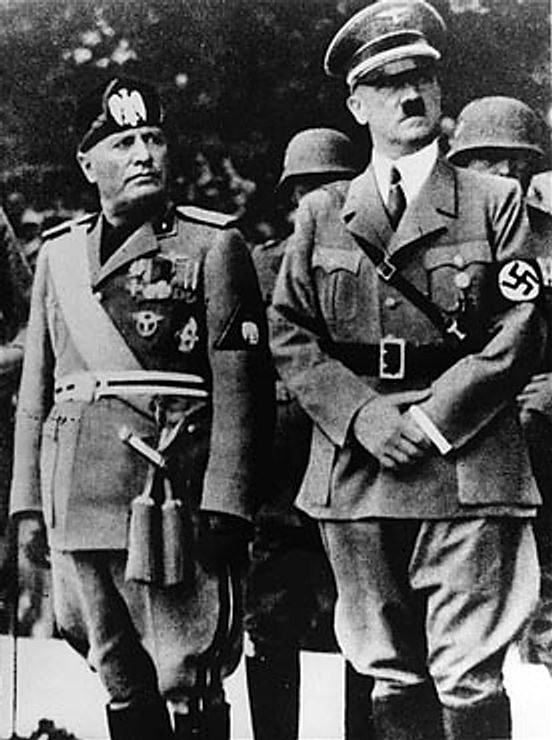
Benito Mussolini junto a Adolf Hitler. Mussolini criara um estado fascista que no seu senso corporativista inspirou modelos de organização à ditadura de Primo de Rivera

Os sistemas liberais cambaleiam também na Europa. O fascismo é implantado na Itália em 1922, é fundado na Alemanha o Partido nazi, a revolução russa fica submetida à ditadura do proletariado de Stalin e os regimes antiliberais atingem Portugal e Polônia. Primo de Rivera reunir-se-ia com Benito Mussolini, ao qual elogiaria dizendo que era "o apóstolo da campanha contra a anarquia e a corrupção política", recolhendo com agrado uma parte importante do sistema corporativista que se estava implantando na Itália e que visava a importar para Espanha. A explosão do modelo autoritário, de forte sentimento nacionalista, muito crítico com os sistemas democráticos débeis acomodados, unido a uma rápida extensão em toda Europa das ideias emergentes socialistas com amplo apoio das massas populares, influiu decisivamente na reação havida na Espanha.

## A guerra na África e a satisfação do Exército
O exército espanhol mantinha um pessimismo de décadas sobre o seu próprio papel na história recente da Espanha. Por um lado, o sentimento de frustração pelo desastre de 98 permanecia, e por outro, a guerra em Marrocos era pontuada pelo desastre de Annual e a incompreensão dos cidadãos. Consciente da importância de manter o exército satisfeito, a campanha militar em Marrocos foi iniciada com a libertação de Cobba Darsa em Julho de 1924 e a 10 do mesmo mês, Primo de Rivera embarcava em Algeciras para percorrer por quinze dias a costa marroquina. Contudo, a sublevação na zona do Rif em Agosto deu asso a Primo de Rivera para substituir alguns generais e iniciar amplas operações militares que liberaram Xauen a 29 de Setembro e permitiram evacuar outras zonas em finais de Outubro. Mais tarde, Abd el-Krim enfrentou-se com a Espanha e a França em Yebala, Tazarut e Beni-Terual, o que obrigou a um acordo entre ambos os países em Julho de 1925 e o começo de operações militares a 5 de Setembro, o que a longo prazo lhe daria o triunfo na Guerra do Rif com o desembarco de Alhucemas e a rendição de Abd el-Krim em 1927.

## A economia como motor do progresso
Uma conjuntura internacional favorável permitiu no início à ditadura fortalecer o crescimento industrial. Com teses autárquicas, pretendia-se o auto-abastecimento e, portanto, o impulso antes que nada dos instrumentos de desenvolvimento interno. Para este fim, era necessária a intervenção decidida do Estado na economia para suprir o atraso do investimento privado.
A economia, muito protegida pelo Estado e com fixação de preços únicos ou máximos, viveu momentos de expansão em todas as ordens, incluídas a indústria pesada e a mineração. Sobre estas bases, as regiões já industrializadas como a Catalunha ou o País Basco, viram um acréscimo notável da prosperidade econômica e um crescimento dos empregos. Pela primeira vez, passou-se de 57% de mão-de-obra dedicada à agricultura, a cerca de 45%, e o parque automobilístico duplicou-se em seis anos. Consolidava-se assim um modelo que ia permitir o desenvolvimento econômico de umas zonas e o estancamento de outras. Além disso, o acréscimo demográfico, unido ao processo anterior, provoca as primeiras notáveis migrações interiores na península.
Reprimiu-se o sindicalismo da CNT e o Partido Comunista da Espanha recém criado; a ditadura tolerou a UGT e o PSOE, sempre reticentes, para poder manter certo contato com os dirigentes operários. A burguesia catalã também começou prestando o seu apoio. A legislação social limitou o trabalho da mulher, construiu moradias obreiras e instituiu um modelo de formação profissional. Iniciou igualmente uma política de amplos investimentos públicos para melhorar as comunicações (rodovias e ferrovia), regadios e energia hidráulica.

## As reformas administrativas e políticas
Para a reforma administrativa, Primo de Rivera apoiou-se em José Calvo Sotelo, que se inspirou no pensamento de Antonio Maura. Em 1924 a reforma culminou no Estatuto Municipal aprovado a 8 de Março e um ano mais tarde no Provincial, visando oferecer certo grau de autonomia local que permitisse o desenvolvimento dos municípios, se bem que mediante um sistema de participação eleitoral parcialmente corporativo que impedia novamente o sufrágio universal tal qual era demandado.
Estes primeiros sucessos granjearam-lhe grande popularidade. Criou a organização União Patriótica como aglutinador de todas as aspirações políticas, bem como a Organização Corporativa Nacional como sindicato vertical ao modelo da Itália fascista, substituindo a 3 de Dezembro de 1925 o Diretório Militar por um civil.
Em 1927 foi criada uma Assembleia Nacional Consultiva, a modo de Parlamento mas sem assumir o poder legislativo, e mediante um sistema de escolha corporativo em parte e de outro lado por nomeação vitalício (muito similar ao que adotaria o franquismo anos depois). Este projeto e a frustrada Constituição de 1929 seriam as últimas tentativas da ditadura por se manter.

## A crise do sistema
Os primeiros apoios foram-se virando em contra. A burguesia catalã viu frustradas as suas tentativas descentralizadoras, com uma política ainda mais centralista do que antes, em matéria econômica, chegou a favorecer os oligopólios, muitos deles consolidados em mãos do Estado ou de grupos fechados de empresários ligados com a ditadura. As condições de trabalho continuavam sendo péssimas e a dura repressão sobre os operários foi distanciando a UGT e o PSOE que, da mão de Indalecio Prieto, abandonaram o projeto do ditador.
Por outro lado, os intelectuais que, de 1898, não acolheram com maus olhos a possibilidade de um ditador militar, pronto tiveram de sofrer os efeitos do sistema. Miguel de Unamuno, José Ortega y Gasset, Manuel Azaña, Vicente Blasco Ibáñez ou Valle-Inclán entre outros muitos, deveram marchar para o exílio ou guardar silêncio ao serem perseguidos duramente. Vários jornais foram fechados, bem como as universidades de Madrid e Barcelona.
A economia, muito afetada de 1927 por um sistema impositivo absolutamente deficitário, mostrou-se incapaz de assumir a crise mundial de 1929 ao não ser competitiva, não ter seguido o caminho da expansão real e não fictícia e sofrer uma importante fuga de capitais. Em Janeiro de 1930, Primo de Rivera é obrigado por Afonso XIII a demitir, pelo temor do rei a que o desprestígio da ditadura afetasse a monarquia.
Os governos de Dámaso Berenguer, denominado a dictablanda, e de Juan Bautista Aznar-Cabañas, não farão outra coisa do que alongar a decadência.
A monarquia, cúmplice da ditadura, será o objeto em questão a partir da união de toda a oposição em Agosto de 1930 no chamado Pacto de San Sebastián. Após as eleições municipais de 1931, a 14 de Abril é proclamada a Segunda República, dando assim fim à restauração bourbônica na Espanha.